# Mistrzostwa Polski w kolarstwie przełajowym 1930
Mistrzostwa Polski w kolarstwie przełajowym 1930 odbyły się w Warszawie.

## Wyniki
- Eugeniusz Michalak (Legia Warszawa)[1]
- Jerzy Lipiński (AKS Warszawa)
- Czesław Bryszke (WTC Warszawa)